# Senátní obvod č. 74 – Karviná
Senátní obvod č. 74 – Karviná je podle zákona č. 247/1995 Sb. tvořen částí okresu Karviná, tvořenou obcemi Dolní Lutyně, Bohumín, Rychvald, Petřvald a Havířov.
Současným senátorem je od roku 2006 sociálnědemokratický starosta Bohumína Petr Vícha.

## Senátoři

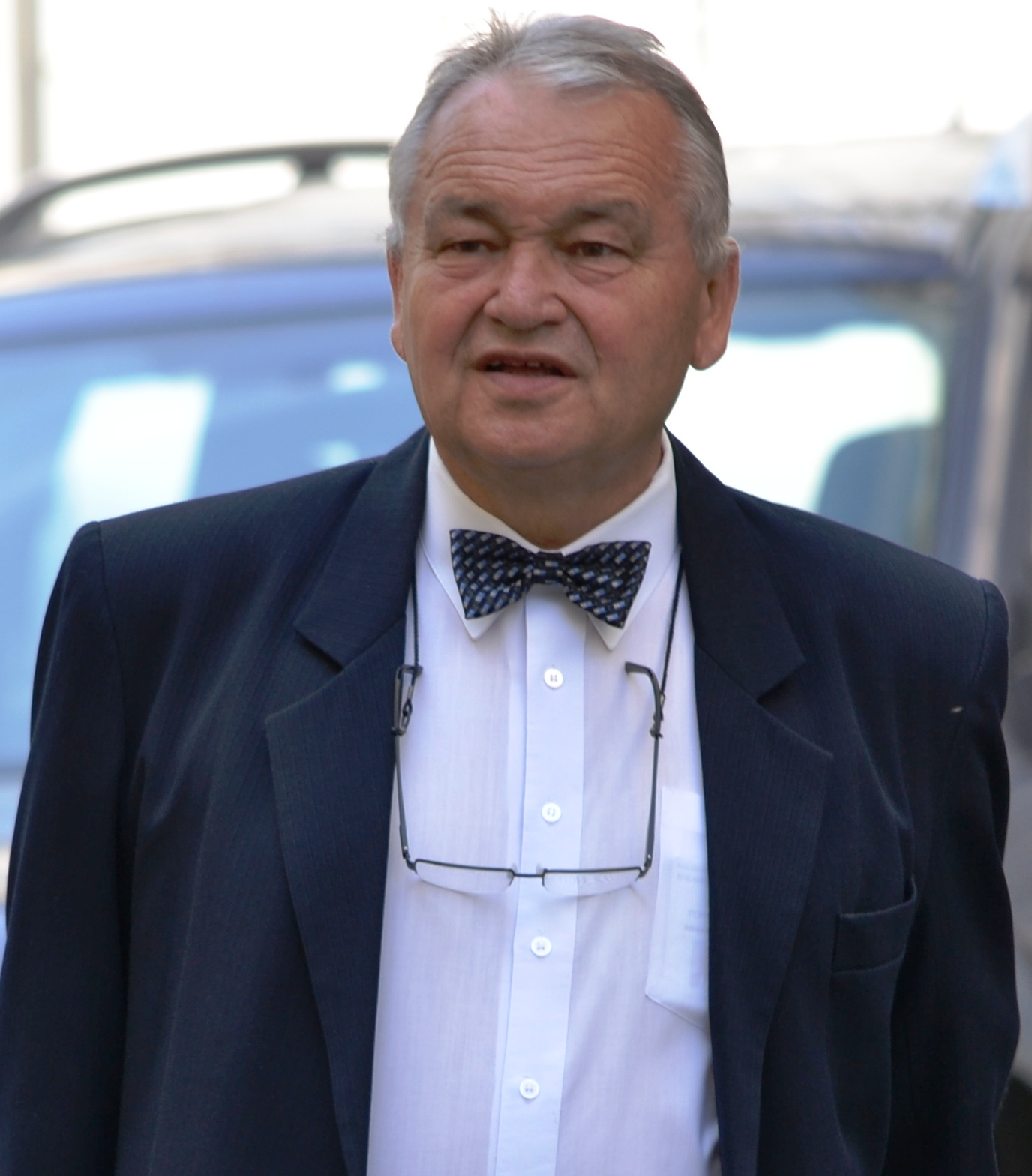
Alfréd Michalík
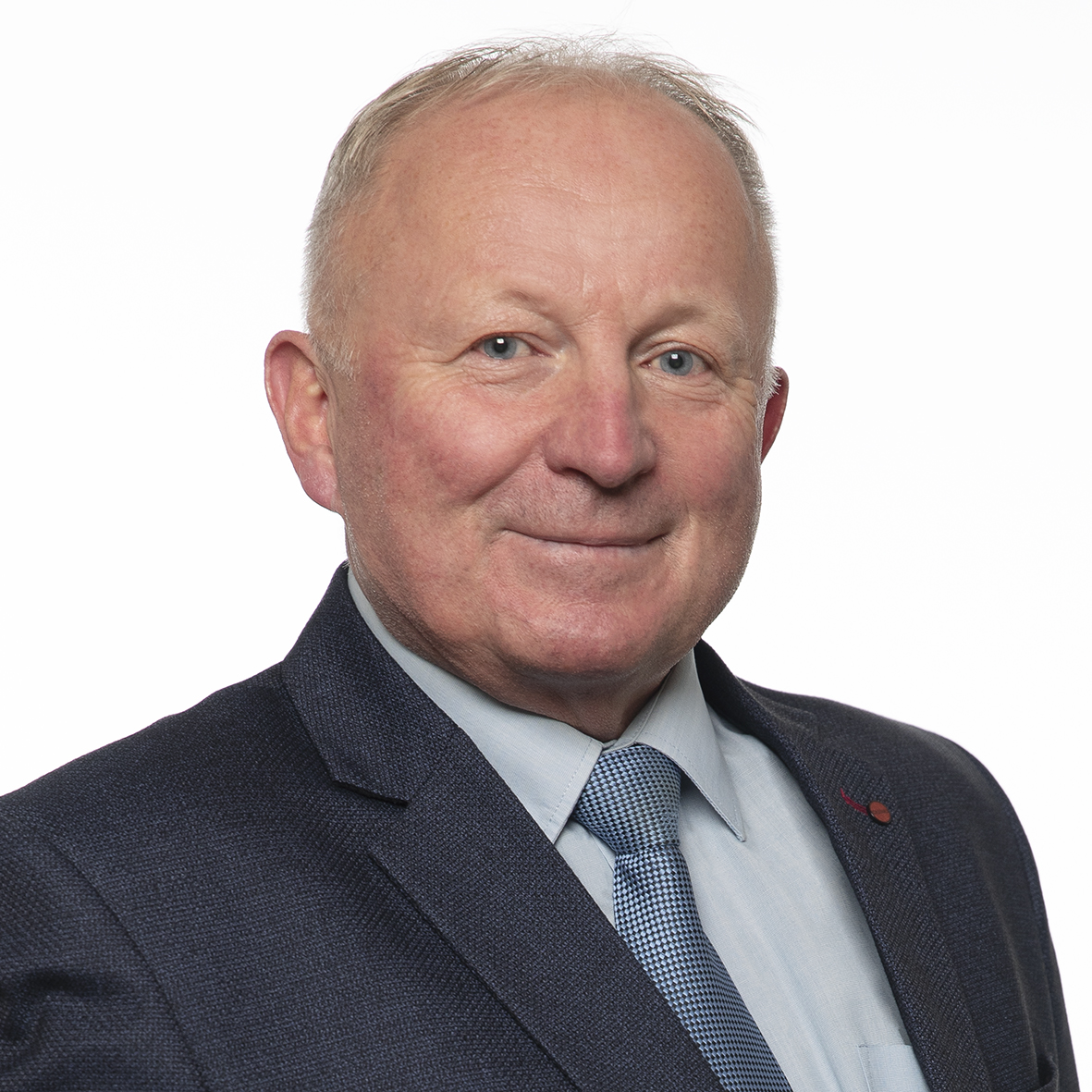
Ondřej Feber
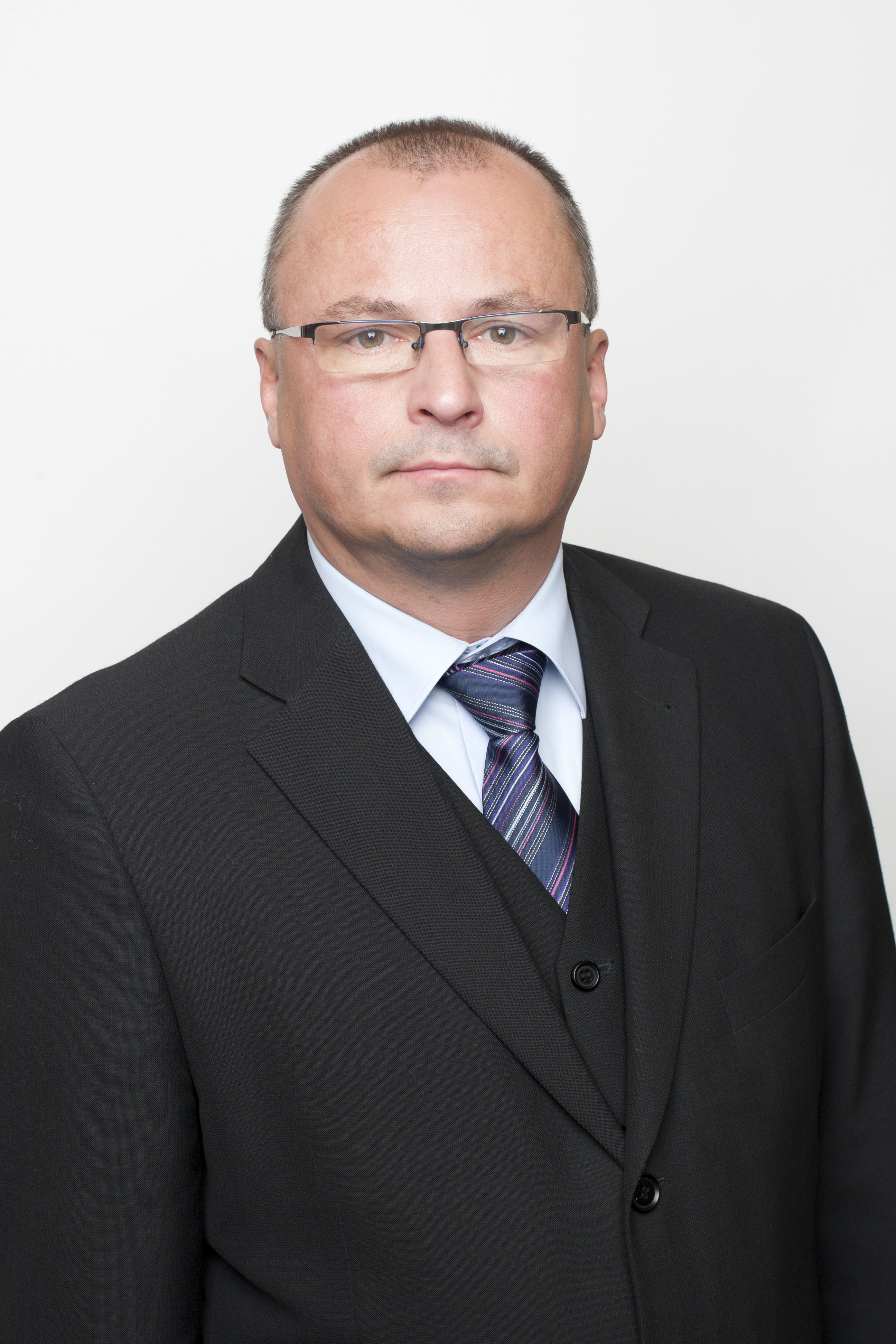
Petr Vícha

| Volby | Volby     | Senátor              | Volební strana | Navrhující strana | Politická příslušnost | Odkaz  |
| ----- | --------- | -------------------- | -------------- | ----------------- | --------------------- | ------ |
|       | 1996      | Ing. Alfréd Michalík | ČSSD           | ČSSD              | ČSSD                  | profil |
|       | 2000      | Ing. Ondřej Feber    | 4KOALICE       | US                | US                    | profil |
|       | 2006      | Ing. Petr Vícha      | ČSSD           | ČSSD              | ČSSD                  | profil |
| 2012  |           | Ing. Petr Vícha      | ČSSD           | ČSSD              | ČSSD                  | profil |
| 2018  |           | Ing. Petr Vícha      | ČSSD           | ČSSD              | ČSSD                  | profil |
| 2024  | ČSSD, ANO | Ing. Petr Vícha      |                | ČSSD              | ČSSD                  | profil |

## Volby

### Rok 1996
| Kandidát                 | Volební strana | Navrhující strana | Politická příslušnost | Počet hlasů (1. kolo) | %     | Počet hlasů (2. kolo) | %     |
| ------------------------ | -------------- | ----------------- | --------------------- | --------------------- | ----- | --------------------- | ----- |
| Ing. Alfréd Michalík     | ČSSD           | ČSSD              | ČSSD                  | 7 386                 | 26,48 | 16 688                | 59,78 |
| Ing. arch. Karel Cieślar | ODS            | ODS               | ODS                   | 9 967                 | 35,73 | 11 229                | 40,22 |
| PaedDr. Milada Halíková  | KSČM           | KSČM              | BEZPP                 | 5 705                 | 20,45 | —                     | —     |
| Cyril Zapletal           | NK             | NK                | BEZPP                 | 3 483                 | 12,49 | —                     | —     |
| Milan Matula             | NK             | NK                | BEZPP                 | 1 234                 | 4,42  | —                     | —     |
| Petr Hrubý               | MSLK_96        | MOR_SLEZ          | ČMUS                  | 117                   | 0,42  | —                     | —     |

### Rok 2000
| Kandidát                | Volební strana | Navrhující strana | Politická příslušnost | Počet hlasů (1. kolo) | %     | Počet hlasů (2. kolo) | %     |
| ----------------------- | -------------- | ----------------- | --------------------- | --------------------- | ----- | --------------------- | ----- |
| Ing. Ondřej Feber       | 4KOALICE       | US                | US                    | 6 010                 | 20,30 | 10 734                | 51,66 |
| PaedDr. Milada Halíková | KSČM           | KSČM              | BEZPP                 | 9 662                 | 32,64 | 10 042                | 48,33 |
| Ing. Alfréd Michalík    | ČSSD           | ČSSD              | ČSSD                  | 5 698                 | 19,25 | —                     | —     |
| MUDr. Emilie Večeřová   | ODS            | ODS               | ODS                   | 5 693                 | 19,23 | —                     | —     |
| Jan Szotkowski          | NK             | NK                | BEZPP                 | 1 007                 | 3,40  | —                     | —     |
| Ing. Jiří Kopel         | NK             | NK                | BEZPP                 | 818                   | 2,76  | —                     | —     |
| Ing. Václav Žalud       | NK             | NK                | BEZPP                 | 706                   | 2,38  | —                     | —     |

### Rok 2006
| Kandidát                      | Volební strana | Navrhující strana | Politická příslušnost | Počet hlasů (1. kolo) | %     | Počet hlasů (2. kolo) | %     |
| ----------------------------- | -------------- | ----------------- | --------------------- | --------------------- | ----- | --------------------- | ----- |
| Ing. Petr Vícha               | ČSSD           | ČSSD              | ČSSD                  | 11 539                | 33,82 | 13 364                | 66,82 |
| MUDr. Emilie Večeřová         | ODS            | ODS               | ODS                   | 6 710                 | 19,67 | 6 636                 | 33,18 |
| Ing. Jaroslav Gongol, CSc.    | KSČM           | KSČM              | KSČM                  | 5 834                 | 17,10 | —                     | —     |
| Ing. Ondřej Feber             | KDU-ČSL        | KDU-ČSL           | BEZPP                 | 4 004                 | 11,73 | —                     | —     |
| Ing. Lubomír Schellong, Ph.D. | NK             | NK                | BEZPP                 | 1 769                 | 5,18  | —                     | —     |
| RNDr. Vladimír Mach           | NEZ            | NEZ               | BEZPP                 | 1 663                 | 4,87  | —                     | —     |
| Ing. Jaroslava Kraftová       | „21“           | „21“              | BEZPP                 | 1 023                 | 2,99  | —                     | —     |
| JUDr. Peter Halák             | SZ             | SZ                | SZ                    | 688                   | 2,01  | —                     | —     |
| Marian Kuś                    | NEZ/DEM        | NEZ/DEM           | BEZPP                 | 468                   | 1,37  | —                     | —     |
| Karel Světnička               | ODA            | ODA               | BEZPP                 | 412                   | 1,20  | —                     | —     |

### Rok 2012
| Kandidát                | Volební strana | Navrhující strana | Politická příslušnost | Počet hlasů (1. kolo) | %     | Počet hlasů (2. kolo) | %     |
| ----------------------- | -------------- | ----------------- | --------------------- | --------------------- | ----- | --------------------- | ----- |
| Ing. Petr Vícha         | ČSSD           | ČSSD              | ČSSD                  | 12 697                | 41,18 | 9 647                 | 59,7  |
| PaedDr. Milada Halíková | KSČM           | KSČM              | BEZPP                 | 9 115                 | 29,56 | 6 510                 | 40,29 |
| Jana Lorencová          | SP             | SP                | BEZPP                 | 5 320                 | 17,25 | —                     | —     |
| MUDr. Radomil Schreiber | ODS            | ODS               | ODS                   | 3 363                 | 10,9  | —                     | —     |
| Ing. Jan Odložilík      | NÁR.SOC.       | NÁR.SOC.          | BEZPP                 | 331                   | 1,07  | —                     | —     |

### Rok 2018
| Kandidát                           | Volební strana | Navrhující strana | Politická příslušnost | Počet hlasů (1. kolo) | %     | Počet hlasů (2. kolo) | %     |
| ---------------------------------- | -------------- | ----------------- | --------------------- | --------------------- | ----- | --------------------- | ----- |
| Ing. Petr Vícha                    | ČSSD           | ČSSD              | ČSSD                  | 10 848                | 36,72 | 9 232                 | 72,06 |
| PaedDr. Milada Halíková            | KSČM           | KSČM              | BEZPP                 | 4 860                 | 16,45 | 3 578                 | 27,93 |
| Ing. et Ing. Bc. Jiří Matěj, MBAce | ANO            | ANO               | BEZPP                 | 4 086                 | 13,83 | —                     | —     |
| MUDr. Dušan Karch                  | NK             | NK                | BEZPP                 | 3 145                 | 10,64 | —                     | —     |
| Ing. Markéta Kabourková            | NK             | NK                | BEZPP                 | 2 524                 | 8,54  | —                     | —     |
| MUDr. Bohdan Kufa                  | SPD            | SPD               | SPD                   | 2 074                 | 7,02  | —                     | —     |
| Mgr. et Bc. Karel Světnička        | MS Piráti      | MS Piráti         | BEZPP                 | 1 265                 | 4,28  | —                     | —     |
| Ing. Ladislav Sitko                | TOP 09         | TOP 09            | TOP 09                | 740                   | 2,50  | —                     | —     |

### Rok 2024
Ve volbách v roce 2024 senátor Petr Vícha obhajoval svůj mandát za koalici SOCDEM (dříve ČSSD) a ANO. Jeho vyzyvateli byli náměstek primátora města Havířov a kandidát koalice SPOLU (tj. KDU-ČSL, ODS a TOP 09) Bohuslav Niemiec, lékař Karel Volný, který kandidoval za ČSSD, právník a kandidát hnutí Švýcarská demokracie Karel Světnička, který o post senátora v tomto obvodu usiloval již ve volbách v letech 2006 a 2018, a místostarosta města Rychvald a kandidát koalice SPD a Trikolora Pavel Staněk. Mandát hned v prvním kole získal opět Petr Vícha.
| Kandidát | Kandidát                    | Volební strana       | Navrhující strana    | Politická příslušnost | Počet hlasů (1. kolo) | %     |
| -------- | --------------------------- | -------------------- | -------------------- | --------------------- | --------------------- | ----- |
|          | Ing. Petr Vícha             | SOCDEM, ANO          | SOCDEM               | SOCDEM                | 13 249                | 58,33 |
|          | Ing. Bohuslav Niemiec       | KDU-ČSL, ODS, TOP 09 | KDU-ČSL              | KDU-ČSL               | 4 353                 | 19,16 |
|          | Ing. Pavel Staněk           | SPD, Trikolora       | SPD                  | SPD                   | 2 896                 | 12,75 |
|          | Mgr. et Bc. Karel Světnička | Švýcarská demokracie | Švýcarská demokracie | BEZPP                 | 1 330                 | 5,85  |
|          | MUDr. Karel Volný           | ČSSD                 | ČSSD                 | BEZPP                 | 884                   | 3,89  |

## Volební účast
|  | nejvyšší volební účast |  | nejnižší volební účast |

| Rok  | % (1. kolo) | % (2. kolo) |
| ---- | ----------- | ----------- |
| 1996 | 27,76       | 27,62       |
| 2000 | 30,63       | 19,93       |
| 2006 | 34,30       | 18,99       |
| 2012 | 34,26       | 16,32       |
| 2018 | 32,70       | 13,56       |
| 2024 | 26,04       | -           |